# Caro stronzo
Caro stronzo è un romanzo epistolare di Virginie Despentes, pubblicato nel 2022 da Éditions Grasset & Fasquelle ed edito in Italia nel 2023 da Fandango.

## Contenuti
Il testo è una rielaborazione in chiave moderna del tradizionale romanzo epistolare, dove le lettere sono sostituite email e post su blog. Le mail sono scambiate fra Rebecca Latté, immaginaria grande attrice tossicomane, ormai cinquantenne, e lo scrittore alcolista quarantenne Oscar Jayack, fratello di una vecchia amica di Rebecca. Il blog invece appartiene alla trentenne Zoé Katana, ex ufficio stampa di Oscar, che sull'onda del movimento Me Too accusa Oscar di molestie sessuali. Durante questi scambi, che avvengono in concomitanza con i lockdown imposti dalla pandemia di COVID-19, sia Rebecca sia Oscar intraprendono un percorso di disintossicazione e i rapporti fra i tre (escluso quello fra Zoé e Oscar), dapprima estremamente tesi e regativi, mutano fino a trasformarsi in amicizia.
Il romanzo tratta diversi temi, accomunati dalla questione della dipendenza , e ha ricevuto un'ottima accoglienza di critica e di pubblico: in Francia è stato al primo posto in classifica per due mesi .